# 温格瓦里·米克洛什
温格瓦里·米克洛什（匈牙利語：Ungvári Miklós，1980年10月15日—），匈牙利男子柔道运动员。他曾代表匈牙利参加2004年、2008年、2012年和2016年夏季奥林匹克运动会柔道比赛，获得一枚银牌。